# آماد نظامی
آماد نظامی یا تدارکات نظامی یا لجستیک نظامی هنر و دانش طرح‌ریزی و انجام فعالیت‌ها و ابقاء نیروهای نظامی است. به معنای جامع لجستیک نظامی شامل موارد زیر می‌شود:
- طراحی، ایجاد، تعلیم، ذخیره‌سازی، توزیع، ابقاء، تخلیه و حالت دهی ادوات جنگی.
- حرکت دهی، تخلیه، و درمان پرسنل.
- ساختار دهی، ابقاء، فعالیت دهی و حالت دهی تجهیزات و وسایل.
- تعلیم و مجهز کردن خدمه سامانه نظامی.